# Langley, Kent
Langley är en ort och civil parish i grevskapet Kent i sydöstra England. Orten ligger i distriktet Maidstone, cirka 5,5 kilometer sydost om Maidstone. Civil parishen hade 1 252 invånare vid folkräkningen år 2021.
I civil parishen ligger även orten Langley Heath.